# Scoliopteryx approximata
Scoliopteryx approximata là một loài bướm đêm trong họ Erebidae.